# Leontij Vasiljevič Kopeckij
Leontij Vasiljevič Kopeckij (rusky Леонтий Васильевич Копецкий, 22. srpna 1894 – 4. dubna 1976, Praha) byl rusko-český lexikograf.

## Život a činnost
Narodil se jako syn vojenského kaplana Vasilije Jakovleviče Kopeckého. Vystudoval gymnázium a seminář v Charkově a poté nastoupil na historicko-filologickou fakultu Petrohradské univerzity a později přešel na Charkovskou univerzitu.
V době první světové války služil v carské armádě a během ruské občanské války s bratrem Platonem v Kornilovově pluku Bílé armády. Na konci války byl s plukem evakuován do Gallipoli.
V letech 1923/1924 přišel do Československa. Po příjezdu do Prahy nastoupil studium na Karlově univerzitě, kde dokončil svá studia a v roce 1926 obhájil dizertační práci.
Stal se docentem na pražské Vysoké škole obchodní a vyučoval také na Univerzitě Karlově a VUT.
Byl aktivním členem Pražského lingvistického kroužku.
Leontij Kopeckij zemřel v Praze 4. dubna 1976 na onkologické onemocnění.

## Výběr spisů
- «К изучению языка и стиля русской сказки» „O studiu jazyka a stylu ruských pohádek“. 1927.
- «Из жизни языка социальных групп. (О языке тшебовских гимназистов)» / Ze života jazyka sociálních skupin. (O jazyce trzebowských gymnazistů)“ 1929.
- «Абстрактные существительные, образованные от прилагательных в русском языке» (Abstrakta od adjektiv v ruštině), 1930.
- Cvičebnice ruštiny pro obchodní akademii (1932–1933).
- «Русский язык для чехов» – Ruština pro Čechy (1934).
- Teoretické základy studia cizích jazyků na obchodních školách (1935).
- Úvaha o metodice cizojazyčného studia na českých obchodních školách (1939).
- "Rusko-český slovník", 1937.
- "Velký rusko-český slovník" – 6 svazků. (1952–1964).
- „Školní rusko-český slovník“ (1955).
- "Česko-ruský slovník" (1958) a kol. s K. Horálkem)
- "Česko-ruský slovník". Státní pedagogické nakladatelství. 1976.
- Dvojjazyčný slovník slovanských jazyků (Na základě rusko-českého a česko-ruského slovníku) // Otázky lingvistiky, 1958. č. 3. S. 76–89.